# Caso georgiano

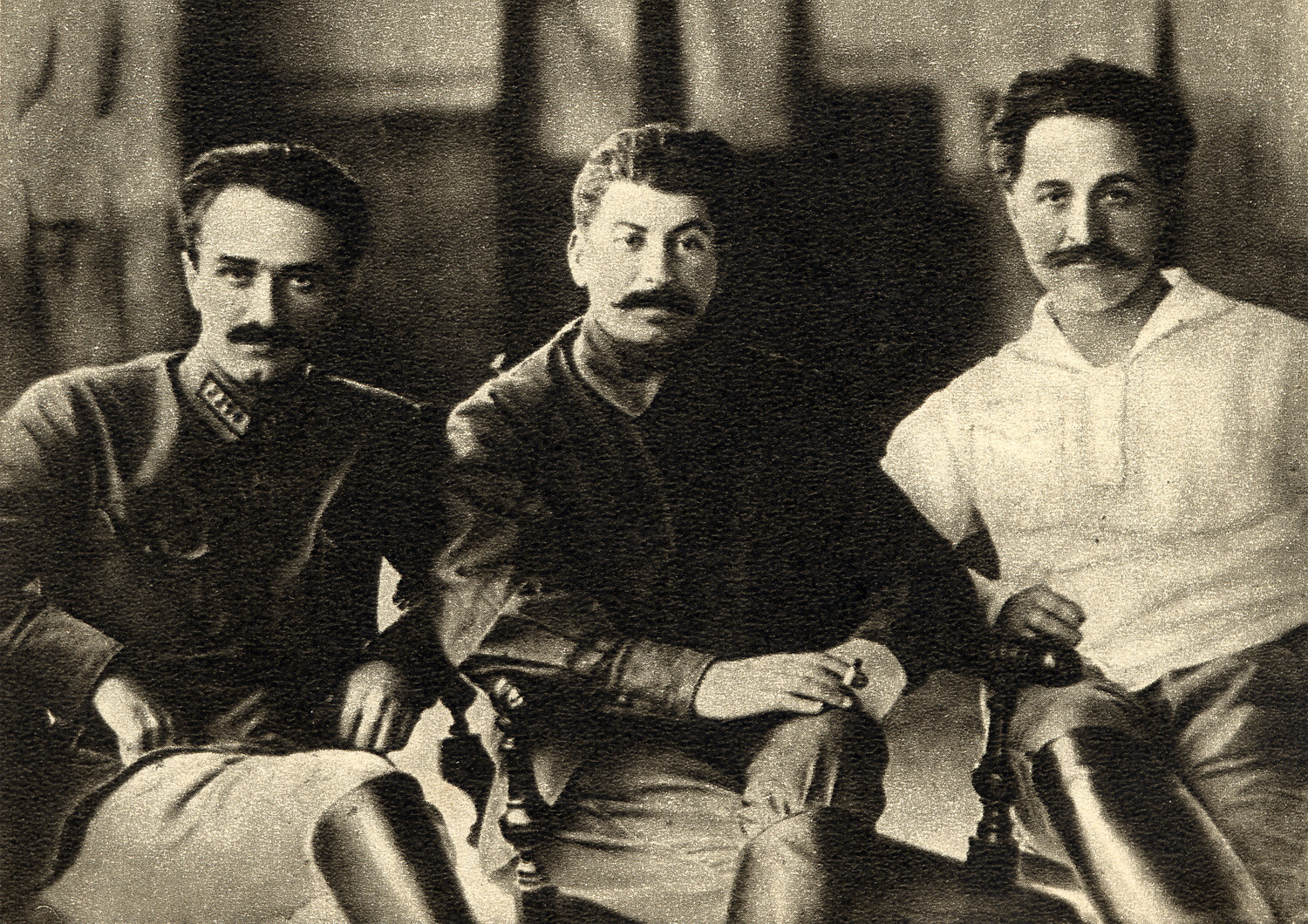
Anastas Mikoyan,Joseph Stalin e Sergo Ordzhonikidze em Tiflis (agora Tbilisi), em 1925.

O Caso georgiano de 1922 (russo: Грузинское дело) foi um conflito político dentro da liderança da União Soviética sobre a maneira em que a transformação social e política era para ser alcançado na República Socialista Soviética da Geórgia.
A disputa sobre a Geórgia, que surgiu logo após a sovietização forçada do país e chegou na última parte em 1922, envolvendo locais bolcheviques georgianos, liderados por líderes Filipp Makharadze e Budu Mdivani, por um lado, e por outro lado os seus de facto superiores da russa República Socialista Federativa Soviética, especialmente Joseph Stalin e Sergo Ordzhonikidze. O conteúdo dessa disputa era complexo, envolvendo o desejo georgiano de preservar a sua autonomia de Moscou e as diferentes interpretações da políticas das diversas nacionalidade bolcheviques, e especialmente aquele específico para a Geórgia. Um dos principais pontos em questão foi a decisão de Moscou de amalgamar Geórgia, Armênia e Azerbaijão na República Socialista Federativa Soviética Transcaucasiana, um movimento que teve a firme oposição dos líderes georgianos, que pediam para a sua república um estado membro de pleno direito na União Soviética.
O caso foi um episódio fundamental na luta pelo poder em torno do doente Vladimir Lenin, cujo apoio os georgianos procuraram obter. A disputa terminou com a vitória da linha Stalin-Ordzhonikidze e resultou na queda do governo comunista moderado georgiano. Também contribuiu para a ruptura definitiva entre Lenin e Stalin, e inspirou a Lênin a escrever o Testamento de Lenin.

## Antecedentes
O domínio soviético na Geórgia foi estabelecido pelo Exército Vermelho durante a campanha militar de fevereiro a março de 1921, que foi em grande parte projetada pelos dois influentes georgianos, Joseph Stalin, então Comissário do Povo para as Nacionalidades para a RSFSR e Sergo Ordzhonikidze, chefe do Comitê Regional (Zaikkraikom) do Partido Comunista Russo da Transcaucásia. A divergências entre os bolcheviques sobre o destino da Geórgia precedeu a invasão do Exército Vermelho. Enquanto Stalin e Ordzhonikidze queriam a sovietização imediata da Geórgia independente liderado pelo menchevique governo dominado, Trotsky favorecia "um certo período preparatório de trabalho dentro da Geórgia, a fim de desenvolver a revolta e, posteriormente, ir em seu auxílio." Lenin não tinha certeza sobre o resultado da campanha da Geórgia, com medo das conseqüências internacionais e a possível crise com a Turquia Kemalista.
Lenin finalmente deu o seu consentimento, em 14 de fevereiro de 1921, para a intervenção na Geórgia, mas mais tarde se queixou repetidamente sobre a falta de informações precisas e consistentes do Cáucaso. Bem consciente de oposição generalizada as regras da recém-criada União Soviética, Lenin favoreceu uma política de reconciliação com intelligentsia georgiana e camponeses que permaneciam hostis ao regime militar imposto.
No entanto, muitos comunistas encontrado dificuldades para abandonar os métodos utilizados contra a oposição durante a Guerra Civil Russa e fazer o ajuste com a política mais flexível. Para os moderados, como Filipp Makharadze a abordagem de Lênin era uma forma razoável de garantir para o poder soviético uma ampla base de apoio. Eles defendiam a tolerância com a oposição menchevique, uma maior democracia dentro do partido, a reforma agrária gradual, e acima de tudo, o respeito pela sensibilidades nacionais e de soberania da Geórgia. Comunistas como Ordzhonikidze e Stalin perseguiam uma política mais  intransigente; eles queriam eliminar completamente a oposição política e centralizar o controle do partido sobre as repúblicas recém-Sovietizadas.
"National deviationism" versus "Grande nacionalismo russo"
O conflito em breve eclodiu entre os líderes bolcheviques georgianos moderados e os da linha-dura. A disputa foi precedida pela proibição de Stalin sobre a formação do exército nacional vermelho da Geórgia, e da subordinação de todas as organizações de trabalhadores locais e sindicatos às comissões do Partido Bolchevique. Insatisfeito com o tratamento moderado do governo da Geórgia soviética com a oposição política e seu desejo de manter a soberania de Moscou, Stalin chegou em Tbilisi, capital da Geórgia, no início de julho de 1921. Depois de convocar uma assembléia dos trabalhadores, Stalin fez um discurso delineando um programa que visava a eliminação do nacionalismo local, mas foi vaiado pelos trabalhares e recebeu um silêncio hostil de seus colegas. Nos dias que se seguiram, Stalin removeu o georgiano Makharadze de chefe do Comitê Revolucionário por firmeza inadequada e substituiu-o com Budu Mdivani, ordenando aos líderes locais para "esmagar a hidra do nacionalismo". Os partidários de Makharadze, incluindo o chefe da Cheka da Geórgia Kote Tsintsadze e seus subalternos diretos, também foram demitidos e substituídos pelos oficiais mais cruéis Kvantaliani, Atarbekov e Lavrentiy Beria.
Em menos de um ano, no entanto, Stalin estava em conflito aberto com Mdivani. Um dos pontos mais importantes em questão era a do estatuto da Geórgia na união projetada da repúblicas soviéticas. Enquanto os enviados de Moscou, liderados por Sergo Ordzhonikidze e fortemente apoiado por Stalin, insistiam que todos as três repúblicas da Transcaucásia – Armênia, Azerbaijão e Geórgia - juntariam-se a União Soviética, em conjunto, como uma República Federativa, os georgianos queria que seu país mantivesse uma identidade individual e entrasse  na união como um membro pleno, e não como parte da única República Socialista Federativa Soviética da Transcaucásia. Stalin acusou os locais comunistas georgianos, de nacionalismo egoísta, e rotulou-os como "dissidentes". Por sua parte, os georgianos responderam com acusações de "chauvinismo grão-russo". Lenin, na ocasião manteve a posição de Stalin e expressou seu forte apoio para a integração política e econômica das repúblicas da Transcaucásia, informando os líderes georgianos que ele rejeitava as críticas deles.
O conflito atingiu o pico em novembro de 1922, quando Ordzhonikidze recorreu à violência física com um membro do grupo de Mdivani e o feriu durante um confronto verbal. Os líderes georgianos queixaram-se a Lenin e apresentaram uma longa lista de abusos, incluindo o notório incidente envolvendo Ordzhonikidze.

## Envolvimento de Lenin
Lenin não era mais capaz de esquecer a amargura do conflito na Geórgia e desencadeou a sua crítica sobre Ordzhonikidze. No final de novembro de 1922, ele despachou para Tbilisi Felix Dzerzhinsky, chefe da Cheka, para investigar o assunto. Este simpatizava com Stalin e Ordzhonikidze e, portanto, tentou dar a Lenin uma imagem significativamente convincente das atividades deles em seu relatório. No entanto, as dúvidas de Lenin sobre a conduta de Stalin e seus aliados em torno da questão da Geórgia tinham crescido. Ele também tinha medo de protestos negativa que poderia resultar no exterior e em outras repúblicas soviéticas. No final de dezembro de 1922, Lenin aceitou que ambos, Ordzhonikidze e Stalin, eram culpados da imposição do nacionalismo russo sobre as outras nacionalidades.  Ele agora considerava Stalin e sua forte política centralizadora cada vez mais perigosa e decidiu dissociar-se de uma só vez de seu protegido.
No entanto, as dúvidas de Lênin sobre o problema da Geórgia não eram fundamentais, e com a sua saúde se deteriorando, os líderes georgianos foram deixados sem qualquer grande aliado, observando a Georgia sendo pressionada para unir-se a federação Transcaucásia, e que em 30 de dezembro de 1922, assinou um tratado com a Russia,  Ucrânia e a Bielorrussa,  formando uma nova União Soviética.
A decisão do Politburo em 25 de janeiro de 1923, sobre a remoção de Mdivani e seus aliados da Geórgia representou uma vitória conclusiva para Ordzhonikidze e seus seguidores.

## O fim do caso
Em 5 de março de 1923, Lenin rompeu relações pessoais com Stalin. Ele tentou alistar Leon Trotsky para assumir o problema da Geórgia, e começou a preparar três notas e um discurso, onde ele iria anunciar ao Congresso do Partido que Stalin seria removido como Secretário-Geral.
No entanto, em 09 de março de 1923 Lenin sofreu um terceiro ataque, que acabaria por levar à sua morte. Trotsky não quis enfrentar Stalin na questão provavelmente devido ao seu preconceito de longa data contra a Geórgia, por esta ser uma área de grande influencia do menchevismo, No 12o,   Congresso do Partido Comunista, em abril de 1923, os comunistas georgianos encontraram-se isolados. Com as notas de Lênin suprimidas, cada palavra pronunciada a partir da plataforma contra o nacionalismo georgiano ou ucraniano foi recebido com uma tempestade de aplausos, enquanto a mais leve alusão ao chauvinismo grão-russo foi recebido em silêncio sepulcral.
Assim, a doença de Lenin, o aumento da influência de Stalin e sua ascensão no partido, juntamente com a marginalização de Leon Trotsky, levou à marginalização das forças descentralizadoras dentro do Partido Comunista georgiano.
O caso conteve as carreiras dos velhos bolchevistas georgianos, mas a reputação de Ordzhonikidze também sofreu e ele foi logo retornou do Cáucaso. Mdivani e seus aliados foram removidos para cargos menores, mas eles não foram molestados ativamente até o final da década de 1920. A maioria deles foi posteriormente executada durante o Grande Expurgo dos anos 1930. Outra importante conseqüência da derrota dos "dissidentes nacionais" da Geórgia foi a intensificação das repressões políticas na Geórgia, levando a uma rebelião armada em agosto 1924 e o consequente terror vermelho que provocou várias milhares de mortes.